# Esquerda comunista
A esquerda comunista ou comunismo de esquerda refere-se a várias correntes políticas marxistas que fizeram oposição de esquerda às posições defendidas pelo Bolchevismo. Os personagens mais notáveis da esquerda comunista foram Herman Gorter, Anton Pannekoek, Otto Rühle, Karl Korsch, Amadeo Bordiga, Onorato Damen, Marc Laverne e Paul Mattick. É importante ressaltar que, embora Rosa Luxemburgo tenha vivido antes do surgimento da esquerda comunista, teve grande influência política e teórica sobre essa corrente ideológica.

## Posições
Há duas tradições principais dentro da esquerda comunista: a neerlandesa-alemã e a italiana. Ambas se opunham às coalizões com partidos socialistas, ao parlamentarismo, ao nacionalismo e aos movimentos de libertação nacional.
As diversas correntes ligadas à esquerda comunista faziam diferentes análises da Revolução Russa de 1917; porém todas eram bastante críticas quanto ao seu desenvolvimento ulterior, considerando a URSS como um capitalismo de Estado. A crítica estendeu-se também à Internacional comunista.
Sobretudo a corrente neerlandesa-alemã (não tanto a italiana) historicamente posicionou-se numa tradição separada dos marxistas-leninistas (os quais são vistos pela esquerda comunista meramente como o aspecto esquerdista do Capital, ou seja, encaram-nos como uma variação direitista dentro do próprio movimento socialista).
Lênin era considerado pela esquerda comunista representante de um vanguardismo oportunista, um político astuto que identificava as correntes ideológicas populares que estavam se desenvolvendo espontaneamente na época (libertárias e socialistas), utilizando-as como plataforma política para chegar ao poder. Intelectuais modernos como Noam Chomsky dão crédito à estas críticas, notando que assim que subiram ao poder, Lênin e Trotsky tomaram medidas exatamente opostas àquelas que haviam pregado anteriormente - exatamente como havia sido previsto por Rosa Luxemburgo e demais aderentes da esquerda marxista ortodoxa.
De acordo com Chomsky, uma das primeiras ações de Lênin e Trotsky após tomarem o poder estatal foi acabar com os conselhos operários, eliminando imediatamente as organizações dos trabalhadores destinadas a controlar seus próprios ambientes de trabalho - efetivamente matando o socialismo no berço, uma vez que a ideia central do modo de produção socialista encontra-se justamente no controle dos meios de produção pelo próprio proletariado.
Ao seu tempo, Lênin respondeu às críticas que recebeu destacando seu pragmatismo em Esquerdismo, doença infantil do comunismo. A réplica mais ampla da Esquerda Comunista veio na forma da "Carta aberta ao camarada Lenin" por Herman Gorter. Sua crítica à Internacional Comunista será de certo modo compartilhada, anos mais tarde, pelos trotskistas, sendo mais radical do que a da oposição surgida no âmbito do partido comunista russo - decistas e Oposição Operária - que refluiu a partir de 1921, depois da Revolta de Kronstadt. O Grupo Operário do Partido Comunista Russo,  de Gavril Miasnikov, juntou-se à esquerda comunista alemã, a partir de 1923.

### Atitude face aos partidos políticos
Há uma grande diversidade de posições entre as correntes geralmente são ou foram designadas como "esquerda comunista" acerca do papel (se algum) que os  partidos políticos devem desempenhar.
Apesar das suas diferenças com a linha de Lenine, o Partido Comunista Operário da Alemanha (KAPD) não discordava da ideia de ser preciso um partido para conduzir o proletariado à revolução, embora considerando que, após esta, o poder deveria ser exercido pelos conselhos operários e não pelo partido.. Um primeiro afastamente face a essa linha ocorreu com a cisão da AAUD-E (União Geral dos Trabalhadores - Organização Unitária), de Otto Rühle, em 1921. Enquanto o KAPD continuava a fazer uma distinção entre tarefas políticas (da responsabilidade do partido) e económicas (da responsabilidade das "Uniões", isto grupos de trabalhadores comunistas organizados com base no local de trabalho e área geográfica), a AAUD-E rejeitava essa divisão de tarefas, defendendo que a mesma organização ("unitária") deveria encarregar-se tanto da luta política como económica, devendo o partido dissolver-se.
A forma partido também irá ser, a partir do final dos anos 20 e nos anos 30, rejeitada pelo GIC (Grupo de Comunistas Internacionalistas) holandês, que se proclamou como "comunista de conselhos" e não "comunista de esquerda"; o GIC rejeitava a ideia de um partido centralizado com um programa especifico, que teria sempre a intenção de levar os trabalhadores a seguir a sua linha em vez de pensarem por eles; em vez disso, o GIC defendia que os revolucionários se organizassem sobre a forma de pequenos grupos de discussão ou propaganda, sem uma autoridade central. - para o GIC e para os "comunistas de conselhos", os conselhos operários seriam não só a forma do poder na "ditadura do proletariado", mas também a forma fundamental da organização da classe trabalhadora, considerando (tal como Rühle) os partidos automaticamente "burgueses"..
Já Bordiga, em Itália, pelo contrário, era um defensor acérrimo da ideia que a ditadura do proletariado consistia na ditadura do partido, e que os conselhos operários só poderiam desempenhar um papel revolucionário se fossem criados a partir das secções do partido comunista. No entanto, outras correntes oriundas da tradição "italiana" da esquerda comunista atualmente consideram que, sendo necessário um partido revolucionário para derrubar o capitalismo, depois o poder deve ser exercido pelos conselhos operários e não pelo partido - é a posição da Corrente Comunista Internacional, da Tendência Comunista Internacionalista e do Grupo Internacional da Esquerda Comunista.
Outros grupos, ainda que influenciados pelo comunismo de conselhos, continuaram a defender a necessidade de alguma espécie de partido ou organização revolucionária, como a Liga Comunista Espártaco (Países Baixos, 1942-1980), pelo menos até 1947, ou o grupo Socialismo ou Barbárie (França,1949-65).

## Organizações atuais
No século XXI, continuam existindo organizações internacionais que se identificam com as posições históricas da Esquerda Comunista e se identificam como tal. Entre as principais estão a Corrente Comunista Internacional (CCI), a Tendência Comunista Internacionalista (TCI) e os vários grupos homônimos italianos provenientes do Partido Comunista Internacional histórico.

### Organizações
- Rede Luxemburguista Internacional
- Corrente Comunista Internacional
- Tendência Comunista Internacionalista
- Grupo Internacional da Esquerda Comunista
- Partido Comunista Internacional (Il Programma Comunista)
- Partido Comunista Internacional (Il Partito Comunista)
- Partido Comunista Internacional (Il Comunista)
- Partido Comunista Internacional (Il Bollettino)

### Outras ligações externas
- Left Communist Parties
- Controversies - Forum for the Internationalist Communist Left
- Left-wing Communism, an infantil disorder? (textos em português)
- libcom.org - site com textos anarquistas, comunistas de esquerda e outros
- Library of the Communist Left / Libreria Internazionale della Sinistra Comunista
- Left-Wing, Anti-Bolshevik and Council Communism (Arquivo na Internet de Autores Marxistas)